# Sulphur Springs (Ohio)
Sulphur Springs – jednostka osadnicza w Stanach Zjednoczonych, w stanie Ohio, w hrabstwie Crawford.